# Bruno Winzer

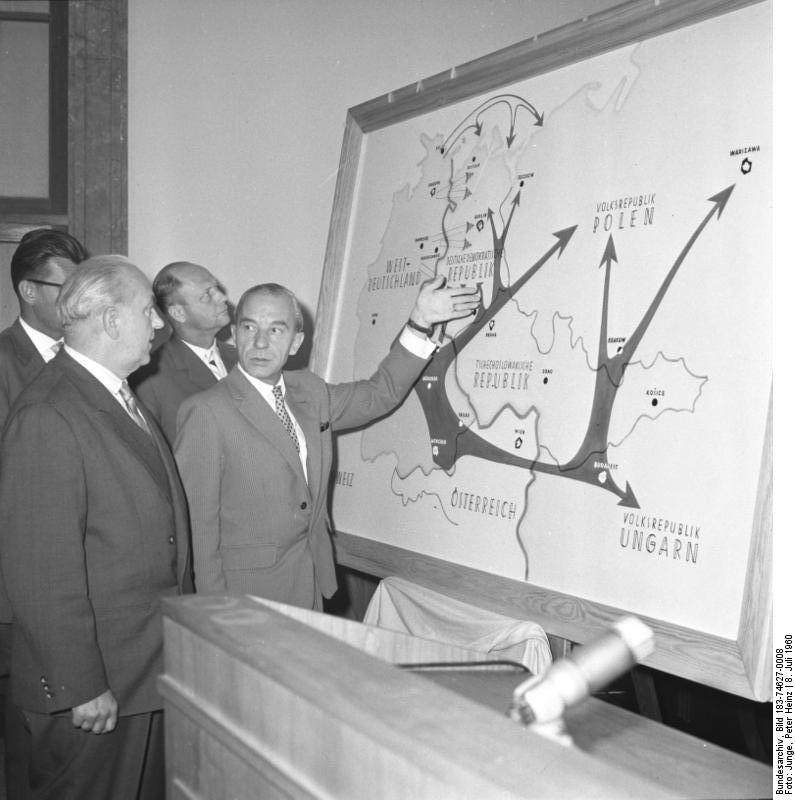
Internationale Pressekonferenz am 8. Juli 1960 in Ost-Berlin (v. r. n. l.): Bruno Winzer, Egbert von Frankenberg, Adolf Deter

Bruno Winzer (* 15. Oktober 1912 in Berlin; † nach 1988) war ein deutscher Offizier und Agent des Ministeriums für Staatssicherheit (MfS) in der Bundeswehr. Er desertierte 1960 als Major in die Deutsche Demokratische Republik, angeblich um einen Plan für eine unmittelbar bevorstehende westdeutsche Aggression gegen die DDR, die ČSSR, Ungarn und Polen zu enthüllen. Im Jahr 2009 wurde bekannt, dass das MfS seinen Militärspion Winzer wegen der Gefahr der Entdeckung zurückgezogen und anschließend für Propagandazwecke weitergenutzt hatte.

## Leben
Bruno Winzer war jüngster Sohn einer Beamtenfamilie in Berlin. Nach dem Abitur an einem Realgymnasium trat er 1931 in die Reichswehr ein. Als Offizier der Wehrmacht nahm Winzer am Zweiten Weltkrieg in Frankreich und der Sowjetunion bei der Infanterie und dann der Panzerwaffe teil. Bei Kriegsende geriet er als Major in britische Kriegsgefangenschaft. Dort diente er noch bis Juli 1946 als Kommandeur bewaffneten Militärpolizei-Einheit und war später Kraftfahrer und Vertreter. Eine erste Ehe war 1955 an seiner Leichtlebigkeit und durch Spielschulden gescheitert.
Am 1. Mai 1957 stellte die Bundeswehr Winzer mit seinem letzten Wehrmachtsrang ein. Bei der Einstellungsüberprüfung durch den Militärischen Abschirmdienst war Winzer als offener Fall liegengeblieben, wodurch seine Verschuldung der Bundeswehr nicht bekannt geworden war.

### Spion der Staatssicherheit in der Bundeswehr
Wegen seiner Geldschwierigkeiten bot sich Winzer bereits im November 1957 in Ost-Berlin dem MfS als Spion in der Bundeswehr an. Als Gegenleistung erwartete er, dass es helfe, „ihm seine finanziellen Verpflichtungen“ zu erfüllen. Unter den selbstgewählten Decknamen „Rebe“ und „Depot“ lieferte Winzer „viele wertvolle interne Informationen“ und „Dokumente“, wobei er „großen Mut“ und „gute Einsatzbereitschaft“ zeigte. Die Qualität der Spionagetätigkeit Winzers hatte sich verbessert, nachdem er 1959 Pressestabsoffizier des Luftwaffenkommandos Süd geworden war, das in Angleichung an die NATO-Struktur mit der US-amerikanischen Fourth Allied Tactical Air Force (ATAF) aufgestellt wurde. Unter anderem berichtete Winzer dem MfS von Existenz und Einsatz des US-amerikanischen Spionageflugzeugtyps Lockheed U-2.

### Übertritt in die DDR
Mit den Worten „Winzer musste zurückgezogen werden, da seine Sicherheit nicht mehr gewährleistet war“ beschrieb das MfS intern den Übertritt Winzers in die DDR. Der Kurier Winzers war im Frühjahr 1960 in der Bundesrepublik Deutschland infolge eines Verkehrsunfalls als Angehöriger der Hauptverwaltung A erkannt und verhaftet worden. Am 1. Mai 1960 schleuste das MfS Winzer samt zweiter Ehefrau und Hausrat in einer verdeckten Aktion in die DDR. Es schien, als sei Winzer mit mehreren Tausend DM untergetaucht, wobei er Schulden von 20.000 DM hinterlassen und kurz zuvor für die Anschaffung eines PKWs weitere 4.000 DM Kredit aufgenommen hatte. Daraufhin begannen in der Bundesrepublik Staatsanwaltschaft und Polizei nach dem vermeintlichen Bankrotteur zu suchen.

### Die Pressekonferenz vom 8. Juni 1960

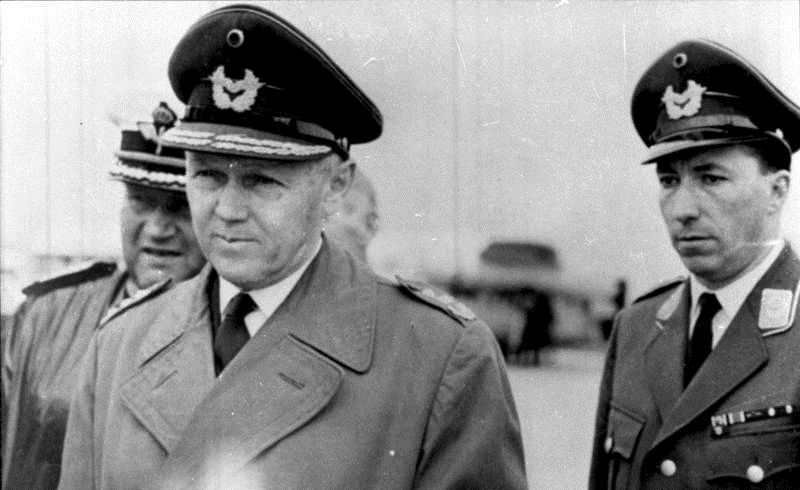
Josef Kammhuber (l.) in Begleitung seines Adjutanten Gliga (r.)

Unterdessen bereitete das MfS Winzer in Ost-Berlin auf einen großen öffentlichen Auftritt im Zuge der Operation Straußenei vor: Nach dem Scheitern des Chruschtschow-Ultimatums hatte das MfS 1959 unter diesem Namen begonnen, eine „Beweiskette“ zu konstruieren, um die nun von der SED-Führung ins Auge gefasste Abschottung West-Berlins gegebenenfalls vor der Weltöffentlichkeit als eine Verteidigungsmaßnahme zu rechtfertigen. Das MfS honorierte den inoffiziellen Mitarbeiter Winzer monatlich wie vermutlich zuvor mit 1.400 DM-West.

#### Vorbereitung und Verlauf

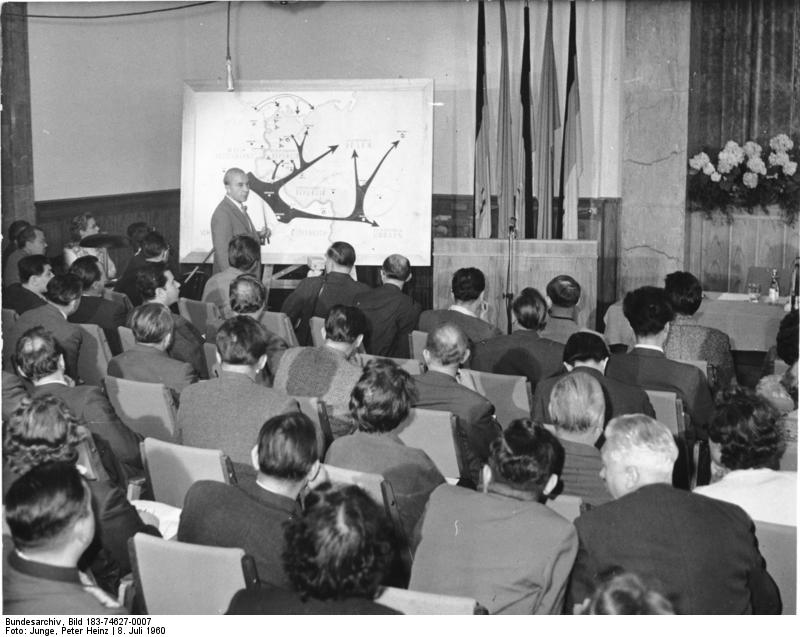
Winzer an der Karte auf der internationalen Pressekonferenz am 8. Juli 1960 in Berlin

Ende Juni 1960 machte die Abteilung Agitation des MfS Winzer mit Adam von Gliga (* 1922) bekannt. Die Bundeswehr hatte den ehemaligen Wehrmachtsoffizier Gliga 1956 eingestellt. Dort hatte er ab Anfang 1957 im Rang eines Hauptmanns dem General Josef Kammhuber als Adjutant gedient. Kammhuber war im Juni 1957 Inspekteur der Luftwaffe geworden. Als sich Anfang 1958 herausstellte, dass Gliga bei der Bewerbung falsche Angaben zu Schulabschluss und Wehrmachtsrang gemacht hatte und das von im Namen zweifelhaft war, wurde er innerhalb der Bundeswehr versetzt. Im Februar 1958 folgte die unehrenhafte Entlassung wegen Anstellungsbetrug und im Juni 1958 die Inhaftierung unter dem Verdacht des Landesverrats durch das BKA in Bonn. In der Untersuchungshaft begegnete Gliga einem Mitarbeiter des MfS. Diesem schilderte er seine Verhaftung als Ergebnis einer Intrige des Verteidigungsministers Franz Josef Strauß. Daraufhin riet ihm der MfS-Mitarbeiter, seine Militärkarriere in der DDR fortzusetzen.
Gegen Kaution im Oktober 1958 freigelassen, floh Gliga am 16. Januar 1959 über West-Berlin nach Ost-Berlin, wo er sich beim MfS meldete. Das MfS verschaffte ihm eine neue Identität, um ihn erst 17 Monate nach seiner Flucht öffentlich hervortreten zu lassen. Bis dahin hatte Gliga nach bestem Wissen und im Glauben, hauptamtlicher Mitarbeiter des MfS oder sogar ein Militärattaché der DDR zu werden, Auskünfte über Personen, Strukturen und Vorgänge in Bundeswehr und NATO erteilt. Dann zog ihn das MfS für die „Operation Straußenei“ heran.
Am 8. Juli 1960 stellten sich Winzer und Gliga in Ost-Berlin auf einer Pressekonferenz des Ausschusses für Deutsche Einheit der Presse als deutsche Offiziere und Patrioten vor, die wegen der „zunehmende[n] Faschisierung der Bundeswehr und des gesamten Bonner Staatsapparates“ aus Gewissensgründen die Bundesrepublik verlassen hätten. Zu den „minutiösen Vorbereitungen“ der Pressekonferenz durch das MfS hatte die Vorgabe von Texten für Winzer und Gliga zu ihrer Legende und auch von Fragen der DDR-Journalisten und der Antworten des Podiums unter Egbert von Frankenberg gehört. Bereits 1959 hatte die DDR durch die Veröffentlichung einer angeblichen „NATO-Planungsstudie“ namens Deco II „aufschlußreiche Enthüllungen über den aggressiven, faschistischen Charakter der Bonner Bundeswehr“ bekannt gegeben. Obwohl das auf 1955 datierte Dokument deutliche Merkmale einer Fälschung, wie die unübliche Bezeichnung geheime Bundessache, unbekannte taktische Zeichen und unglaubhafte Textpassagen aufwies, hielt die Staatssicherheit es für echt. Lieferant des Phantasieprodukts, das voll den Erwartungen der SED entsprach, war der sich als Journalist ausgebende Nachrichtenhändler Karl-Heinz Kaerner alias „Kohle“ (1920–2001), den Werner Großmann 1954 für die Spionage der DDR gegen das Amt Blank angeworben hatte. Selbst nachdem das MfS Kaerner unter dem Verdacht, unwahre Angaben gemacht zu haben, in den Monaten Mai bis Juli 1959 in Hohenschönhausen in Untersuchungshaft genommen und anschließend den Kontakt abgebrochen hatte, blieb es im Glauben an die Authentizität der vermeintlichen Aggressionspläne und sorgte durch den manipulierten Auftritt Winzers und Gligas für ihre zeugenschaftliche Bestätigung vor der Öffentlichkeit. Winzer stellte den „kleinen Deutschlandplan“ des „Bonner Generalstabs für den Blitzkrieg gegen die DDR und andere sozialistische Staaten“ vor. Den „Plan zum Überfall“, den er an einer Karte erklärte, sah wie Deco II gleichzeitige Vorstöße der Bundeswehr in die DDR und nach Polen vor: einen durch die Tschechoslowakei (ČSR) und weiter parallel der Oder-Neiße-Grenze und den anderen durch Österreich nach Ungarn und von dort über die ČSR direkt nach Warschau. Der Angriff stehe unmittelbar bevor, die Versorgungsleitungen seien fertig und in der DDR sei bereits eine „fünfte Kolonne“ tätig, um einen „zweiten 17. Juni“ ins Werk zu setzen.
Winzers Biograf Bernd Stöver hält es für „eher unwahrscheinlich“, dass Winzer geglaubt hatte, was er sagte. Während Winzer seinen Auftritt genoss, wirkte Gliga unsicher. Er las lediglich den ihm vom MfS zugedachten Text vor. Blass blieben zwei weitere Bundeswehr-Zeugen: Ein desertierter Unteroffizier und ein ehemals zivilbeschäftigter Kartograf, der vor der Staatsanwaltschaft in die DDR geflohen war.

#### Ergebnisse und Nachwirkungen
Die Veranstaltung war zur Zufriedenheit der SED verlaufen und das Presseecho war wunschgemäß groß, zumal auch die vom MfS handverlesenen „Westjournalisten“ keine störenden Fragen gestellt hatten. Die DDR-Presse, allen voran das SED-Zentralorgan Neues Deutschland, hielt das Thema mehrere Tage auf der Titelseite. Unter dem Motto „Bundeswehroffiziere sagen aus“ präsentierte sich das Duo Winzer/von Gliga auf „Foren“, wo nicht nur „Einwohner“, sondern auch „zahlreiche Besucher aus Westberlin und aus Westdeutschland“ erschienen, „um sich über den aggressiven Charakter der Bonner NATO-Armee aus erster Quelle zu informieren“.
Am 19. Juli 1960 folgte eine Pressekonferenz des Ersten Sekretärs des Zentralkomitees der SED, Walter Ulbricht, in Berlin. Unter Bezug auf Winzer und Gliga verkündete Ulbricht „weitere aufschlußreiche Tatsachen über das erschreckende Ausmaß der Kriegsvorbereitungen auf westdeutschem Boden“, untermalt von „Karten, Pläne[n] und Zeichnungen über den Verlauf einer geplanten Aggression gegen die DDR“. Das DDR-Fernsehen Deutscher Fernsehfunk (DFF) strahlte am 29. August 1960 ein Interview mit Winzer unter dem Titel „Interview mit Bruno Winzer zur Denkschrift von Bundeswehroffizieren“ aus.
Die Auftritte vermeintlicher Bundeswehrdeserteure in der DDR veranlassten bundesdeutsche Politiker zum öffentlichen Nachdenken über die Einstellungspraxis der Bundeswehr.
Als Ulbricht die Errichtung der Berliner Mauer am 13. August in einer Fernsehansprache des DFF am 18. August begründete, berief er sich unter anderem auf Winzers Ausführungen vom Vorjahr. Ein Erfolg der SED-Pressekampagne war, dass auch westliche Zeitungen wie Die Welt von Winzer bekanntgegebene „westdeutsche Kriegs- und Bürgerkriegsvorbereitungen“ als Argumente zum Mauerbau ernst nahmen. Zum Jahrestag der Mauer präsentierten 1962 Karl Gass und Karl-Eduard von Schnitzler im Propagandafilm Schaut auf diese Stadt den laut Winzer geplanten Angriff der Bundeswehr auf einer Karte in animierter Form.
End- und Höhepunkt der Operation Straußenei war im Jahr 1963 der DEFA-Film For Eyes Only. Bei der Darstellung der westdeutschen Angriffspläne übernahm das Drehbuch nahezu wortgleich die Zusammenfassung der Aussagen Winzers durch Ulbricht auf der Pressekonferenz am 19. Juli 1960. Propaganda und Publizistik der DDR griffen nach 1963 seltener auf die Person Winzer zurück. Dagegen hatte Ulbrichts Zusammenfassung bis in die 1980er Jahre die Funktion eines zentralen Textes. Ohne seinen Namen zu nennen, benutzten marxistisch-leninistische Geschichtswissenschaftler der DDR wie Gerhard Keiderling Winzers „Enthüllungen“ und die Karte des Blitzkriegsplans zur Begründung für die Errichtung der Berliner Mauer. Auch das 1981 von Eberhard Heinrich und Klaus Ullrich vorgelegte Buch Befehdet seit dem ersten Tag. Über 3 Jahrzehnte Attentate gegen die DDR, das zugleich in der DDR und der Bundesrepublik Deutschland im Verlag Marxistische Blätter erschien, gab den Text wieder.

### Bürger in der DDR
Das MfS beobachtete und betreute Winzer und Gliga durch eigens abgestellte Sachbearbeiter und gewährte ihnen Privilegien, die Übersiedler aus der Bundesrepublik normalerweise nicht erhielten, darunter einen Wohnsitz in Ost-Berlin. Dennoch schlug ihre Eingliederung in die sozialistische Gesellschaft fehl.
Winzers Partner Gliga war von seinem neuen Leben enttäuscht. Entgegen den Verheißungen beschäftigte ihn das MfS nicht als Berufsoffizier, sondern als freien Mitarbeiter der Abteilung Agitation. Obwohl Gliga, wie sein Bearbeiter beim MfS erstaunt feststellte, mit Eloquenz und Charme Zugang zu gesellschaftlichen Kreisen in Ost-Berlin gefunden hatte, wollte er aus der DDR flüchten. Im Sommer 1961 nahm der Bundesnachrichtendienst (BND), dem Gligas Absicht bekannt geworden war, zu ihm Kontakt auf. Gegen die Zusicherung einer unbehelligten Rückkehr lieferte Gliga Informationen aus dem MfS. Der Mauerbau am 13. August 1961 verhinderte zunächst die geplante Flucht. Im Mai 1962 nahm das MfS Gliga und seinen BND-Kurier fest. Nachdem Gliga das Angebot, gegen seine Freilassung als Doppelagent für das MfS gegen den BND zu wirken, ausgeschlagen hatte, verurteilte ihn im Dezember 1963 das Militärkollegium des Obersten Gerichts der DDR nach 19 Monaten Untersuchungshaft wegen Spionage zu zehn Jahren Zuchthaus. Anschließend verbüßte Gliga bis zu seinem Freikauf durch die Bundesregierung Ende 1970 sieben Jahre in der Sonderhaftanstalt Bautzen des MfS. Nach Vernehmungen durch das Bundeskriminalamt stellte im April 1971 der Generalbundesanwalt das gegen Gliga 1959 eröffnete Strafverfahren ein.
Winzer beschaffte das MfS eine Stelle beim Deutschen Fernsehfunk (DFF) als freischaffender Redakteur und Kommentator.
Bald führte Winzers „eigensinnige, politisch untragbare Lebensweise“ zu Konflikten im Berufs- und Alltagsleben. Ende 1962 verlor er die Stelle beim DFF. Nach der Entlassung ging Winzer keiner geregelten Arbeit nach, das MfS registrierte bei ihm „üble Verleumdung und Hetze gegen die DDR“. Um Winzer zu disziplinieren, ernannte das MfS ihn 1965 „in Würdigung seiner Verdienste als Kundschafter“ ehrenhalber zum Oberstleutnant. Zukünftig erhielt Winzer eine Ehrenpension und unterstand der Militärgerichtsbarkeit. Im selben Jahr ging seine Ehefrau mit den beiden Söhnen in die Bundesrepublik Deutschland zurück und ließ sich scheiden.
Formal wieder beim DFF beschäftigt, verfasste Winzer seine Lebenserinnerungen, in denen er nochmals die Legende vom Übertritt aus Gewissensgründen ausbreitete. Das 1968 erschienene Buch wurde mit zehn Auflagen ein Erfolg. Sein MfS-Betreuer beobachtete, dass Winzer „sich langsam in die Rolle eines bedeutenden Schriftstellers hineinsteigere“ und wiederum zum Problem wurde. Trotz Ehrungen und Auszeichnungen, der Beförderung zum Ehren-Oberst 1975, verbunden mit beträchtlicher Erhöhung der Pension, blieb Winzer bei seiner kritischen Haltung zur Politik der SED.
Winzer protestierte 1978 mit seiner dritten Ehefrau während der Vorweihnachtszeit öffentlich vor dem Centrum-Warenhaus am Alexanderplatz gegen Kriegsspielzeug. In einem offenen Brief an Erich Honecker, den die Frankfurter Allgemeine Zeitung (FAZ) am 2. März 1983 veröffentlichte, prangerte er die Verhaftung von DDR-Friedensaktivisten an. Winzer unterhielt Kontakte zu westlichen Journalisten und Diplomaten und zu Oppositionellen in der DDR, worauf sein MfS-Bearbeiter feststellte, dass er „sich zu einem Feind entwickelt hat.“ Die Folge der FAZ-Veröffentlichung war ein Publikationsverbot. Winzer erhielt fortan, wie auch andere unbequeme DDR-Bürger, keine Gelegenheit, öffentlich aufzutreten. Weil Winzer „zu viele Genossen aus dem MfS und dem Staatsapparat“ kannte, unterblieben dank der MfS-Spitzenfunktionäre Erich Mielke und Markus Wolf gegen Winzer erwogene Strafverfahren und Zersetzungsmaßnahmen.

### Flucht aus der DDR
Winzers Anträge auf Besuchsreisen in den Westen wurden stets abgelehnt, bis das MfS im November 1987 den Antrag des Ehepaars auf eine Besuchsreise in die Bundesrepublik Deutschland genehmigte. Wie vom MfS erwartet, nutzten beide ihre Reise in die Bundesrepublik zur Flucht aus der DDR durch Nichtrückkehr. Winzer meldete sich nach einem Artikel der Bild bei seinem ehemaligen Vorgesetzten Gerd Schmückle „vom Spähtrupp zurück“. Als Fluchtgründe nannte er in mehreren Presseinterviews „Schikanen, Festnahmen, das Schweigen“ in der DDR. Zu den von ihm enthüllten Blitzkriegsplänen erklärte Winzer, dass sie „nur in den Köpfen einiger Generale existierten“, doch musste er „die Dinge einfach etwas dramatisieren, schließlich war ich ja auf meine Gastgeber angewiesen“.
Ein in der DDR eingeleitetes Ermittlungsverfahren gegen Winzer wurde nach kurzer Zeit ohne Angabe von Gründen eingestellt. In Ost-Berlin verhinderte das MfS, dass Winzers Wohnungsinventar seinem Wunsch gemäß ins Eigentum der Samaritergemeinde um den Pfarrer Rainer Eppelmann überging.
Bruno Winzers letztes bekanntgewordenes Lebenszeichen waren Äußerungen gegenüber dem Spiegel aus dem Januar 1988. Die darin von ihm angekündigte Neufassung seines Lebensberichts unter dem Titel Prost Neujahr – Genosse Oberst ist bisher nicht erschienen.

## Auszeichnungen
- Silberner Lorbeer des Deutschen Fernsehfunks
- Medaille für ausgezeichnete Leistungen
- Ehrennadel der Nationalen Front (1971)
- Ernst-Moritz-Arndt-Medaille (1972)
- Erinnerungsabzeichen 25 Jahre MfS (1975)
- Ehrenmedaille der Nationalen Front (1975)